# الطريق (فلم 1972)
الطريق هو فيلم ليبي من إنتاج سنة 1972.

## قصة الفيلم
مجموعة من الأفراد تعيش في قرية معزولة لم تصله الخدمات ألأساسية، وينتظرون أن تقدم الدولة الخدمات لهم. ولكن مرض أحد أفراد القرية يجبرهم على حمل مريضهم على طريق ترابي صعب، وتجبرهم هذه التجربة على إعداد طريق يصل قريتهم بالمدينة.

## وصلات خارجية
- مقالات تستعمل روابط فنية بلا صلة مع ويكي بيانات
- الطريق على موقع كاروهات